# Louis Ngwat-Mahop
Louis Clément Ngwat-Mahop [ŋʍat mahɔp] (* 16. September 1987 in Yaoundé) ist ein ehemaliger kamerunischer Fußballspieler und nunmehriger -trainer.

## Karriere

### Als Spieler

#### FC Bayern München
Von seinem sechsten bis neunzehnten Lebensjahr spielte Ngwat-Mahop in seinem Jugendverein Dragon Club de Yaoundé – auch ein Jahr in einer der unteren Ligen Kameruns –, ehe er für die zweite Mannschaft des FC Bayern München verpflichtet wurde. In der Regionalliga Süd gab er am 5. August 2006 (1. Spieltag) bei der 0:2-Heimniederlage gegen den KSV Hessen Kassel sein Debüt im deutschen Fußball. Sein erstes Tor am 12. August (3. Spieltag) war  ein spielentscheidendes, denn die TSG 1899 Hoffenheim wurde im Heimspiel mit 1:0 besiegt. Für das Punktspiel gegen Borussia Mönchengladbach am 5. Mai 2007 (32. Spieltag) wurde Ngwat-Mahop von Trainer Ottmar Hitzfeld erstmals in den Profikader des FC Bayern berufen. Sein Bundesliga-Debüt gab er eine Woche später beim 3:0-Sieg im Auswärtsspiel gegen den FC Energie Cottbus mit Einwechslung für Ali Karimi in der 88. Minute. 
Nach Bekanntwerden der Pass-Affäre trennte sich der FC Bayern München nach der Saison 2006/07 von Ngwat-Mahop und erstattete Selbstanzeige beim DFB, da man einen nicht spielberechtigten Spieler eingesetzt hatte.

#### FC Red Bull Salzburg
Im Juli 2007 überzeugte Ngwat-Mahop bei einem Probetraining beim FC Red Bull Salzburg. Die Verantwortlichen in Salzburg wurden von den Vorfällen um den Pass unterrichtet. Nachdem er die Freigabe von der FIFA erhalten hatte, stand er beim FC Red Bull Salzburg unter Vertrag. Sportdirektor Oliver Kreuzer hatte die Verpflichtung bereits zuvor angekündigt. Hermann Gerland, Trainer der zweiten Mannschaft des FC Bayern München, bezeichnete den jungen Kameruner seinerzeit als „Rohdiamant“. Michael Streiter, Trainer der Red Bull Salzburg Juniors, lobte Ngwat-Mahops Schnelligkeit und Ballbehauptung.
2009 – nach Beendigung der ersten Saison im Kader der ersten Mannschaft des FC Red Bull Salzburg – wurde Ngwat-Mahop österreichischer Meister; dazu hatte er mit drei Toren in 27 Spielen beigetragen. Die Saison 2009/10 – vom 1. und 33. Spieltag abgesehen – pausierte er wegen einer schweren Verletzung, doch mit seinen zwei Einsätzen trug er zur Titelverteidigung bei. Für die folgende Saison meldete er sich wieder fit, erlitt aber kurz nach Meisterschaftsbeginn wieder eine Verletzung.

#### Iraklis Thessaloniki
Im Januar 2011 wechselte er zum griechischen Erstligisten Iraklis Thessaloniki und kam am 23. Januar 2011 (19. Spieltag) bei der 0:3-Niederlage im Auswärtsspiel gegen AO Kavala zu seinem ersten Einsatz. Am 5. Februar 2011 (21. Spieltag) erzielte er mit dem 1:0-Führungstreffer in der 15. Minute beim 2:1-Sieg im Auswärtsspiel gegen den FC Panserraikos sein erstes Tor für seinen neuen Verein. Mit Entzug der Lizenz (wegen Fälschung eines Steuerdokumentes) am Ende der Saison 2010/11 – obwohl sportlich im gesicherten Mittelfeld platziert – stieg er mit dem Verein in die Football League ab.

#### Karlsruher SC
Kurz vor Ende der Transferperiode sicherte sich der KSC zur Saison 2011/12 die Dienste von Ngwat-Mahop. Wieder war es Oliver Kreuzer, inzwischen Sportdirektor beim KSC, der ihn holte. Bei seinem Debüt für den Karlsruher SC erzielte er am 10. September 2011 (7. Spieltag) bei der 2:4-Niederlage im Auswärtsspiel gegen Fortuna Düsseldorf den Treffer zum Endstand. Nach zwei Spielen verletzte sich Ngwat-Mahop beim Training schwer am Sprunggelenk, was zu einem längeren Ausfall und am Ende der Saison zur Trennung führte.

#### SCR Altach
Zunächst vereinslos, wurde Ngwat-Mahop während der Saison 2012/13 vom Zweitligisten SCR Altach verpflichtet. Einen Tag nach der Verpflichtung debütierte er am 7. August 2012 (4. Spieltag) bei der 1:4-Niederlage im Heimspiel gegen den SKN St. Pölten, wobei er den Anschlusstreffer zum 1:2 in der 30. Minute erzielte. Am Ende der Folgesaison gewann er mit der Mannschaft die Zweitliga-Meisterschaft, was den Aufstieg in die Bundesliga bedeutete. Nach der Saison 2018/19 verließ er Altach. Im Juli 2019 wurde er jedoch wieder unter Vertrag genommen, um für die drittklassigen Amateure der Altacher zu spielen und zudem als Integrationsbeauftragter für die Profis zu arbeiten. Für die Amateure sollte er jedoch nicht mehr zum Einsatz kommen.

### Als Trainer
Seit der Saison 2020/21 ist Ngwat-Mahop beim SCR Altach als Co-Trainer tätig, zunächst an der Seite von Alex Pastoor, mit Saisonbeginn 2022/23 an der, von Miroslav Klose. Mit Erlangung der UEFA-B-Lizenz im Frühjahr 2021 debütierte er als Co-Trainer des SCR Altach Juniors, der Amateurmannschaft des SCR Altach an der Seite von Çetin Batir. Bereits im Frühjahr 2020 war er kurzzeitig als Co-Trainer im Jugendbereich der Altacher aktiv gewesen. Zur Saison 2022/23 wurde er Cheftrainer der Altach-Amateure.
Im September 2024 wurde er interimistisch Cheftrainer der Bundesligaprofis Altachs. Unter seiner Führung absolvierte Altach ein Spiel gegen den SK Rapid Wien, das mit 0:1 verloren wurde. Anschließend wurde er von Fabio Ingolitsch abgelöst und kehrte zu den Amateuren zurück.

## Pass-Affäre
Um für den FC Bayern München in der Regionalliga Süd antreten zu dürfen, musste Ngwat-Mahop die Staatsbürgerschaft eines EU-Staates vorweisen. Scheinbar beantragte er einen französischen Pass. Als die Mannschaft des FC Bayern zu Beginn der Saison 2007/08 nach Hongkong aufbrechen wollte, gab Ngwat-Mahop zu Protokoll, dass er seinen Pass nicht mehr finden könne. Nach einiger Zeit stellte sich heraus, dass der französische Pass gefälscht war, die Passnummer auf eine Frau aus Paris lief. Nach Aussage von Amateurtrainer Hermann Gerland wurde die Passfälschung durch den Spielerberater und ohne Wissen Ngwat-Mahops eingeleitet.
Yalla Krüger, Ngwat-Mahops Berater, gab auf seiner Homepage hingegen zu Protokoll, dass die Passangelegenheiten von einem kamerunischen Vermittler, mit dem er zuvor noch nie zusammengearbeitet habe, und Ngwat-Mahop selbst geregelt worden seien. Am 29. Juni 2007, einen Tag, nachdem der Verein über den Verlust des Passes informiert worden war, fuhr Krüger mit Ngwat-Mahop und einer Passkopie zum französischen Konsulat, um ein Visum zu beantragen. Hier wurde man auf die Passfälschung aufmerksam. Krüger gab an, Ngwat-Mahop seit dem 9. Juli 2007 nicht mehr gesehen zu haben und sagte, dass er von der Entwicklung persönlich tief betroffen und enttäuscht sei.
Aufgrund der Beschuldigungen wurde gegen Krüger ein Ermittlungsverfahren eingeleitet. Da die Vorwürfe nicht bestätigt wurden, wurde das Verfahren gegen ihn schließlich eingestellt.
Wäre die fehlende Spielberechtigung Ngwat-Mahops für die 33 Regionalligaspiele, in denen er in der Saison 2006/07 zum Einsatz gekommen war, dem DFB vor dem 1. Juli 2007 bekannt geworden, wäre mit an Sicherheit grenzender Wahrscheinlichkeit die Reservemannschaft des FC Bayern München 2007 in die Oberliga zwangsabgestiegen, was den Klassenerhalt des 1. FC Saarbrücken zur Folge gehabt hätte; aus diesem Grund kündigte der 1. FC Saarbrücken im Februar 2008 Klage auf Ausgleich des aus dem Abstieg resultierenden wirtschaftlichen Schadens gegen den FC Bayern München an. 2009 wies die Zivilkammer des Landgerichts München die Klage des Fußball-Oberligisten 1. FC Saarbrücken gegen den FC Bayern München ab, da derartige Ansprüche nicht im ordentlichen Rechtsweg, sondern im Schiedsverfahren geklärt werden müssten.